# 電話

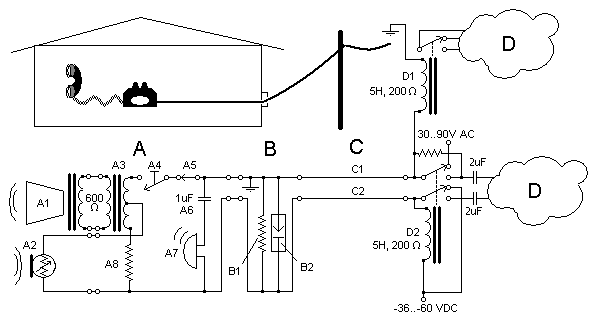
電話という通信方法の回路の図解の一例。

電話（、英: telephone）とは、音声を電気的信号に変え、離れた場所に伝達し、これをふたたび音声に戻すことで、相互に通話できるようにした通信方法。

## 種類
電話の種類はさまざまな方法で分類可能である。
たとえば伝送途中の信号の形式を基準とすると、アナログ電話 / デジタル電話と分類される。
電話は一般的には、信号の伝送に電流や電波を用いる。光ファイバー中に流される光を利用する事も広く普及している。あまり一般的ではないが、技術的には一応「光線電話」というものもある。光を搬送波として使用するもので空間光通信の一種。直線で互いに見通せる範囲内でしか通信できないが、高速大容量の通信が可能。可視光線以外に赤外線も用いられる。近年ではデジタル式もある。
また特殊用途で、水中電話という、超音波を利用するものもあり、アナログ式とデジタル式がある。無線通信を行う際、水中は電波が激しく減衰するので、代わりに超音波を用いている。

## 電話の仕組み
もともとは音声を電流の変化に変換し、それをそのまま相手側の装置に伝送し、相手側の装置で電流を音声に変換した。
20世紀末ごろから普及したデジタル式電話では、変調や復調といった手順を含む。多くは得られた情報からのベースバンドを、さらに伝送経路上で符号化する方式で伝送している（搬送帯域伝送）。経路上の回路は複雑になるが、送電経路上の情報の送受信の効率が上がり、情報量や品質が良くなるというメリットがある。

### 電話の回線
19世紀、電話の歴史の初期には、2台の電話機だけを用いてその間を2本～4本の銅線で繋ぎ、それを繋いだままにしておき、常に2台の電話機の間だけで通話を行う素朴な電話がしばしば用いられた。現代でも特殊な場所では、2台の電話機の間を一筋の被覆電線で結び、他とは一切通話できない電話が設置されることもある。

19世紀末や20世紀前半は、電線の相互接続の切り替えは主として人間が人手で行っていた。電話の電線を相互に接続したり、接続を切り替えてやる業務を「交換業務」、その担い手を「交換手」や「電話交換手」と言った。そして「電話局」に設置された交換台(パッチパネル)を用いて電話同士を電気的に接続する方式が広く採用された。
その後、通話先を音声で交換手に伝えるのではなく電話機のパルス発信で機械的に伝える方式が開発され、手作業でやっていた相互接続や繋ぎ換えの作業を自動で行う機械も作られ（電話交換機）、徐々に広がっていった。
- 1900年ころのパリの電話局。壁に大きなパッチパネルがある。多人数の交換手が交換業務を行っている。
- 1897年～1899年ころのモントリオール。
- 1942年、ロンドン。
- 小型の交換台
- オフィスビル内の交換台と交換手（米国、1975年）。ひとつの建物の中に数十台程度電話機が設置されていた。
- 自動交換機（1945年、ロンドン）
- 現代のデジタル交換機（1999年）

現代では、通常電話のシステムは電話機1機対電話機1機とはなっておらず、通話を行う時にだけ電話交換機で複数の電話機をつなぐ回線を確保する方式（回線交換）がとられる。
現代の電話回線は自動交換機で世界的に相互接続され巨大な電話網を形成している。固定電話、携帯電話、衛星電話、IP電話など多種多様な電話の相互接続や、無線呼び出しへの発信も可能になっている。人間の音声での通話のためだけでなく、1990年代にインターネットへのダイヤルアップ接続などのコンピュータ・ネットワークにも利用されるようになった。

### 電話機
電話機は、電磁誘導の原理を利用し、音声を電気信号に変換して送り出し、受け取った電気信号を音声に変換するための機器である。
交換機の動作との関係では次のように分類できる。
- ダイヤルパルス式電話機（回転ダイヤル式電話機）。数字に応じたダイヤルの穴に指を入れてストッパーのところまで回し指を抜くたびに、それに応じた回数の電気的なパルスが発信されるもの。21世紀に入ってからは新製品は登場していない。
- 押しボタン式電話機: DTMFで電話番号を発信する電話機。
- 留守番電話: 不在時の着信を録音する電話機またはサービス。
- コードレス電話: 利用者が基地局を設置する無線電話システム。

また、電話回線を使って画像を送受信する機器はファクシミリ (FAX)という。ファクシミリ・複写機・イメージスキャナなどを一つの筐体に収めたデジタル事務機器は複合機と呼ばれる。
音声と同時に動画を送ることができるようにしたものはテレビ電話という。
- 交換手方式の電話機、1896年の電話機（スウェーデン）。送受話器を持ち、右側のハンドルで電話機内部の発電機を回し電話交換手を呼び出す。
- ダイヤルパルス式、米国、ウェスタン・エレクトリック社のModel 302（英語版）。手元の回転ダイヤルを回すだけで通話先を指定できるようになった。
- 日本のダイヤルパルス式の黒電話（壁掛け型）。日本の大多数の家庭に普及したモデル。
- 1967年ころに登場した、トーンダイヤル式の米国のウェスタン・エレクトリック社のModel 2500（黒）。ダイヤルパルス式よりもすばやく通話先の電話番号を指定できるようになり、機能も増えた。

## 公衆電話
公衆電話は、街頭や公共交通の乗り物などに設置され、硬貨、トークン（電話専用コイン）、プリペイドカード、クレジットカード等で利用可能な電話をいう。
- ドイツの公衆電話（2006年撮影）
- （中国・CNC）の公衆電話

## 固定電話と移動式電話
家庭や、オフィスなどの建物に固定して設置され、月毎に通話料金を支払う有線式電話を固定電話という。
- 単独電話: 加入者線を一つの加入者で占有するもの。
- 共同電話: 電話交換機の出線を有効活用するため複数の加入者で加入者線を共同利用するもの。

移動式電話は、かつての自動車電話やその後に登場した携帯電話などである。移動式電話には、電波で局と回線をつなぐ無線電話や、人工衛星を利用して回線をつなぐ衛星電話などがある。

## 通話の種類
市内通話
単位料金区域 (MA) 内発着の固定電話による電話のこと。市内電話ともいう。
市外通話
市内電話領域外（国内）への電話のこと。市外電話。
国際電話
国外へ電話をかけること。国際通話。
コールバック
発信側が呼び出しを行い、着信側が発信側の電話番号を得た後一旦回線の開放を行い、着信側が発信側を呼び返す通話。

## 電話の運営と経営
サービスが拡大すれば必要な施設を設置する投資も不可欠だが、投資を回収するまでの時間が生まれれば全ての利用者に一度にサービスを提供できないことで積滞が生まれた。しかし、郵便と違って利用者を拡大すれば、相対的に個人が負担する費用は段々減る法則が電話にはある。言い換えれば、ひとつの事業者の電話線の接地面積が拡大すればするだけ、利用者の負担は一定の水準まで軽くなる。同時に運営事業者が過当競争で倒れた場合は利用者へデメリットが生まれる。
この結果として積滞率解消、かつ公共サービスのコストの面から電話の事業体は公益性を追求する官営（BTグループ登場以前のイギリス方式）か、ローカル地域と基幹網を分けた上で後者についてはある程度まで行政の裁量で独占を許す形の民営にするかの（分割以前のアメリカのAT&Tがこの役割を担った）選択を国は迫られることになり、敗戦後の日本は事業体の形態を公社とすることに決定した。1980年代の通信自由化においてこの論争は再燃することになるが、日本における電電公社民営化の過程については井上照幸著『電電民営化過程の研究』（エルク ISBN 978-4434001475）が詳しい。

## 電話マーク
電話のマークは、「☎」、「☏」、「✆」、「℡」(TEL)。

### 電話の仕組み・種類・相互接続
- 有線通信 - 通信線路
- 電話網 - 公衆交換電話網 - 中継電話 - 直収電話
- 電気通信役務 : 電話の付加サービス
- 電気通信事業者 : 電気通信事業（電話事業）を行う企業
- 移動体通信 - 携帯電話 - 自動車電話 - 船舶電話 - 衛星電話 - PHS - DECT
- VoIP - IP電話 - 日本のIP電話 - インターネット電話 - IPセントレックス
- 内線電話 - インターホン - 指令電話 > 警察電話 - 消防電話 - 鉄道電話 - 電力保安通信線 - NHK-DX

### 電話番号
- 電話番号 - 電話番号計画 - E.164 - ENUM
- 市外局番 - 単位料金区域 - 電話加入区域
- 着信課金電話番号 - フリーダイヤル
- 緊急通報用電話番号 - 110番 - 119番 - 118番
- 国際電話番号の一覧 - 北米電話番号計画
- 日本の電話番号計画 - 日本の電話番号 - 日本の市外局番 - 日本における市外局番の変更
- 電話帳 - 電話番号案内 - NTT番号情報 - ハローページ - タウンページ

### 資格・要員
- 電気通信主任技術者 - 事業用電気通信設備の工事・維持・管理の監督の資格。
- 工事担任者 - 端末設備の工事の実施・監督の資格。通称「工担者」、「担任者」。
- 無線技術士 - 無線機器を利用して電話の中継を行う際に、一定の要件を満たす場合。
- 交換手 - 自動交換機が普及する前、相手までの経路を繋いでいた人。現在でも代表番号・大代表番号を持つような大企業・団体では、代表番号にかかってきた電話を内容に応じた担当部署に回す専従者が、主として総務部門などにいる。

### その他
- 公共料金 - 電話料金
- 迷惑電話 - スパム電話
- 電話加入権（NTT東日本・NTT西日本の固定電話に加入する権利・施設設置負担金）
- ホットライン（2か国の首脳が非常の際に直接対話ができるように設置された直通の電話回線）
- エドゥアルト・シュトラウス1世（作品165に'電話'というポルカがある）
- 伊沢修二・金子堅太郎（日本人として初めて電話を使った）
- 伝声管: 船舶内などにおいて、金属の管により音声の空気振動を電気信号に変換せずそのまま拡散させずに少ない減衰で相手に伝達する。
- 糸電話: 玩具のひとつ。音を電気信号に変換せず膜と糸を媒介として機械的な振動により伝える。
- 電話 (歌劇)、人間の声（電話を題材としたオペラ）